# PaJaMa
PaJaMa var ett konstnärskollektiv med fokus på fotografi bildat 1937 i Provincetown, av de amerikanska konstnärerna Paul Cadmus, Jared French och Margaret French.
Kollektivet tog sitt namn från de två första bokstäverna i respektives tilltalsnamn, PaJaMa. 
Redan på 1940-talet fanns det i Provincetown dragqueens, och under sommarmånaderna (då som nu) var staden välbesökt av samkönade par, och en naturlig plats för kollektivets aktiviteter.
Vid havet och längs stränderna mellan Provincetown, Truro, Fire Island och New York, iscensatte de olika svartvita fotografier  av sig själva, och med sina vänner, både nakna och klädda. De flesta av dessa vänner var bland New Yorks unga konstnärer, dansare och författare, och de flesta var homosexuella. Modefotografen George Platt Lynes var en av deras vänner, och hans bilder på kollektivet finns bevarade. På en serie bilder, varav 14 finns på Museum of Modern Art, växlar Cadmus och French mellan helt naket och delvis påklätt, med French som regel den mer exhibitionistiske av de båda. När Paul Cadmus 1940 inledde en relation med konstnären George Tooker, blev den senare under en tid en del av kollektivet, och han finns med på många av deras bilder. PaJaMa upplöstes 1945. 